# إد فيليبس (لاعب كرة قدم أسترالية)
إد فيليبس (بالإنجليزية: Ed Phillips)‏ هو لاعب كرة قدم أسترالية أسترالي، ولد في 29 مارس 1998.

## وصلات خارجية
- إد فيليبس على موقع AustralianFootball.com (الإنجليزية)
- إد فيليبس على موقع AFLtables.com (الإنجليزية)